# Blu belga

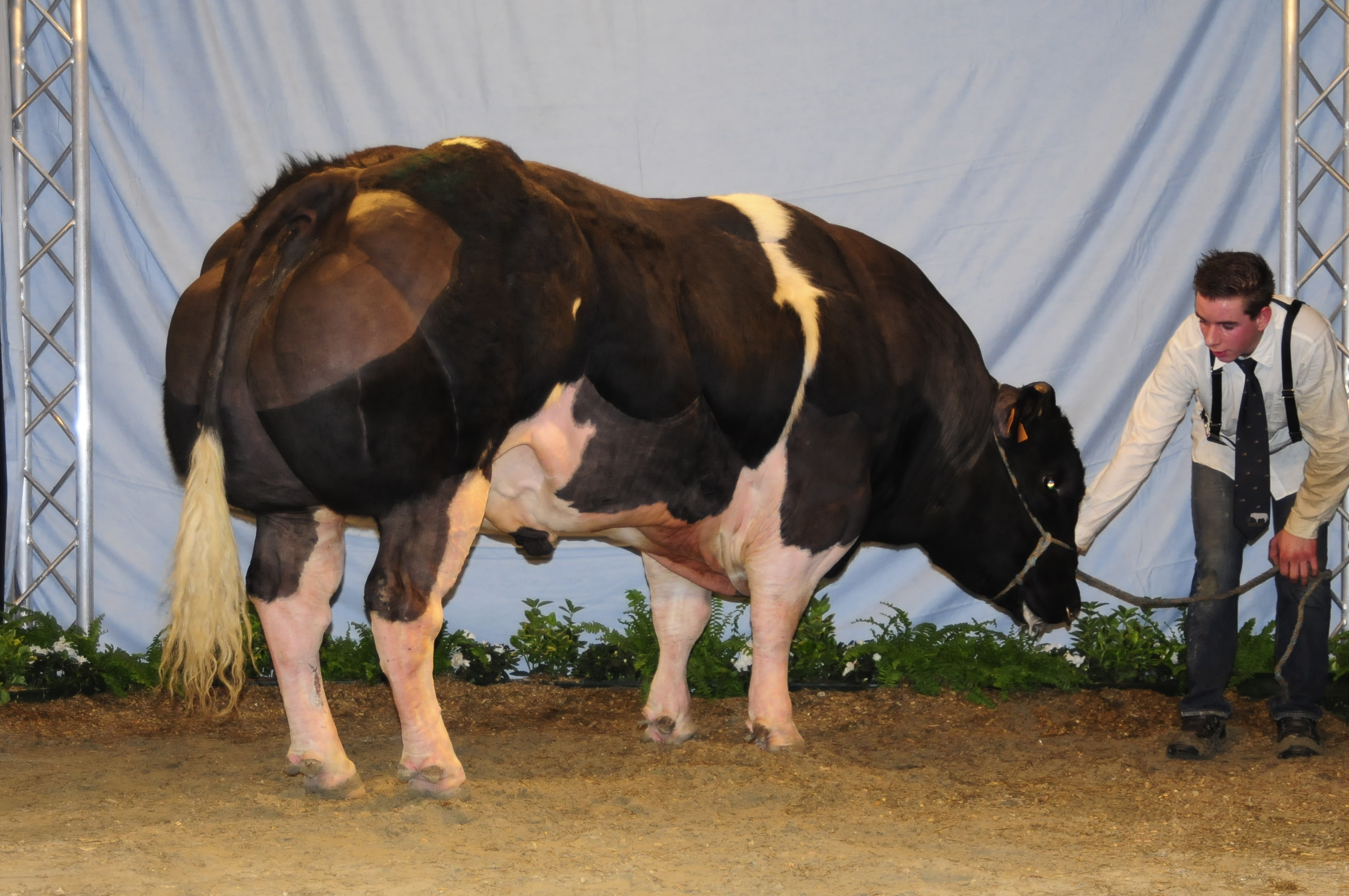
Toro Blu Belga

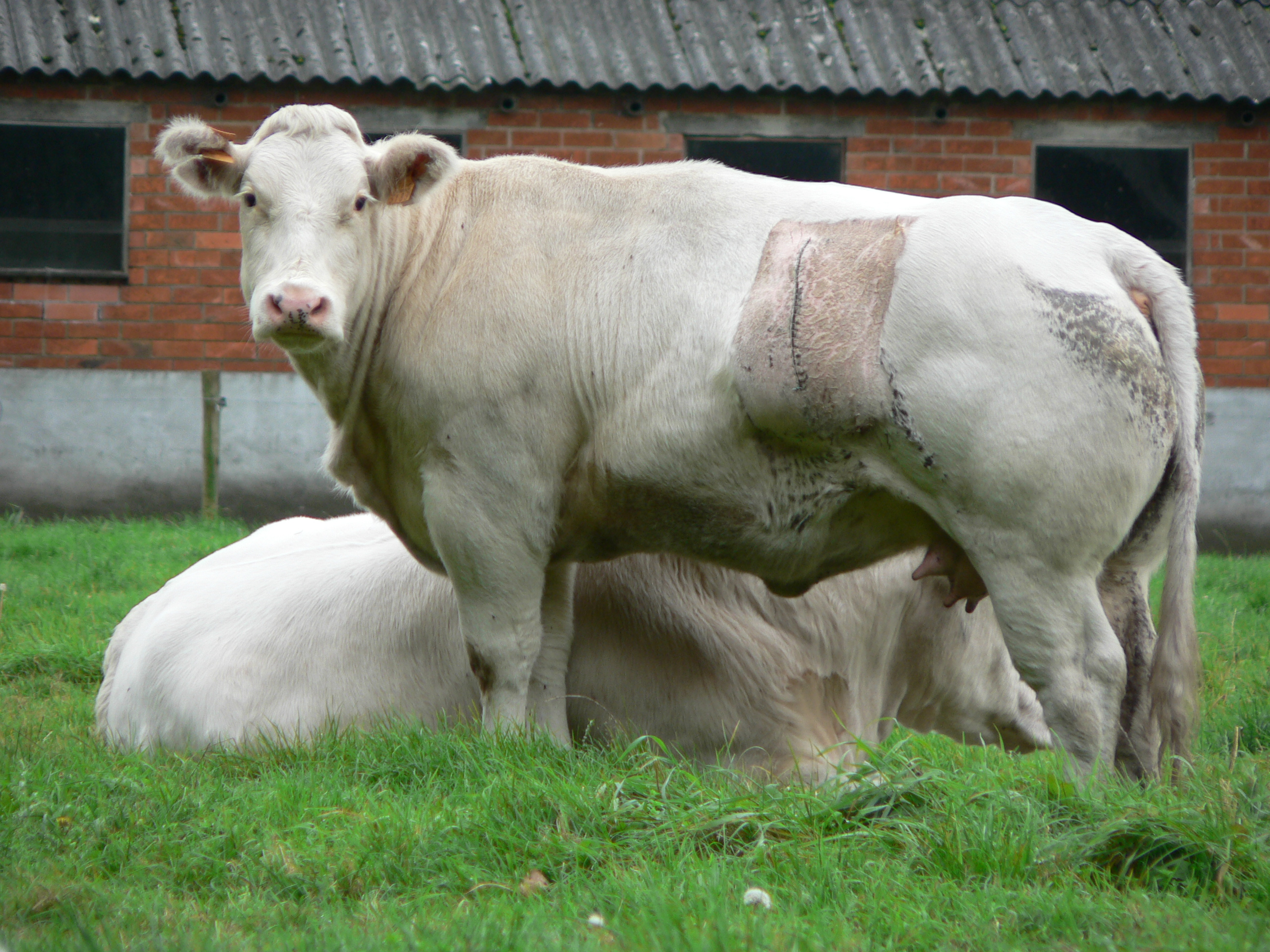
Vacca Blu Belga

La Blu belga è una razza di bovini da carne del Belgio. Questi bovini sono indicati in francese come Race de la Moyenne et Haute Belgique, o più comunemente come Blanc Bleu Belge.
I nomi alternativi per questa razza includono: Blu-bianca, la belga bianca, e la blu pezzata; Belga bianca blu, blu e blu belga.
L'aspetto della loro muscolatura possente è conosciuta come "doppia muscolatura".
Il fenotipo della doppia muscolatura è una condizione ereditaria risultante da un ingrandimento anormale delle fibre muscolari individuali (ipertrofia) piuttosto che dal numero accresciuto di fibre muscolari (iperplasia). L'ingrandimento delle fibre muscolari è dovuto ad una mutazione del gene della miostatina cioè di quella proteina che inibisce lo sviluppo muscolare.
Questa particolare caratteristica è condivisa con un'altra razza bovina, la piemontese.
Entrambe le razze, per interferenza della mutazione, hanno inoltre una capacità aumentata nella conversione del loro nutrimento in muscolatura magra, che causa queste particolari tipologie di carne che hanno un ridotto contenuto di grassi.
Il Blue belga prende il nome dal colore del pelo a chiazze blu-grigio, ma il suo colore può variare anche dal bianco al nero.